# پییر بواتار
پییر بواتار (به فرانسوی: Pierre Boitard) (زاده ۲۷ آوریل ۱۷۸۹ در مکن، مرگ سئونه لوآر – ۱۸۵۹) گیاه‌شناس و زمین‌شناس فرانسوی بود. او نه تنها برای توصیف و رده‌بندی شیطان تاسمانی شناخته شده‌است، که کتاب تاریخ طبیعی رمان‌گونه و افسانه‌ایش با نام Paris avant les hommes (پاریس پیش از انسان‌ها) از جمله کتاب‌های نامداری است که در ۱۸۶۱ چاپ شد و داستان نیایی میمون‌گونه از انسان را به تصویر می‌کشد که در پاریس زندگی می‌کند. از دیگر آثار او می توان به کتاب‌های اشاره کرد:
- Curiosités d'histoire naturelle et astronomie amusante، کنجکاوان تاریخ طبیعی و ستاره‌شناسی هیجان‌انگیز
- Réalités fantastiques، واقعیات جالب
- Voyages dans les planètes، سفر در سیارات
- Manuel du naturaliste préparateur ou l’art d’empailler les animaux et de conserver les végétaux et les minéraux، راهنمای طبیعت‌گرد آماده یا هنر پوست‌کندن از جانوران و حفاظت از گیاهان و مواد معدنی
- Manuel d'entomologie، راهنمای حشره‌شناسی